# Pepa Gamboa
Pepa López Gamboa (Arahal, noviembre de 1963) es una directora de escena española que fue reconocida con el Premio de la Concordia del Instituto para la Cultura Gitana.

## Trayectoria
Nació en la localidad sevillana de Arahal. Se formó en la Real Escuela Superior de Arte Dramático en Dirección Escénica.
Comenzó su trayectoria en la dirección de escena con la creación de la compañía El traje de Artaud', con obras como El tambor futurista, con textos de Pedro G. Romero o una versión libre de Nosferatu de Francisco Neiva, que se estrenó en el Festival Internacional de Teatro de Heidelberg y fue seleccionada para el Festival Internacional de Teatro de Lieja.
En 2010, con el Centro Internacional de Investigación de artes escénicas Atalaya-TNT, dirigió una adaptación de La Casa de Bernarda Alba, de Federico García Lorca, que fue interpretada por mujeres gitanas procedentes del asentamiento chabolista El Vacie.  Ese mismo año, dirigió el espectáculo de flamenco Paseo por el amor y la muerte en el que participaba el coreógrafo y bailaor Fernando Romero.
Al año siguiente, por encargo de Mario Gas, llevó al Teatro Español de Madrid la obra de Antonio Álamo, 25 años menos un día, que protagonizaron Ana Fernández y Richard Collins-Moore. En 2013, dirigió la producción de Lear, basada en la obra de William Shakespeare, a petición del Festival de Teatro Clásico de Almagro.
También ha dirigido obras como La Metamorfosis, de Israel Galván, De aire y madera, con Carmen Linares y Juan Carlos Romero, que se estrenó en el Gran Teatro del Liceo de Barcelona, el homenaje de Jose Luis Órtiz Nuevo a Antonio Mairena, estrenado en el Teatro de la Maestranza de Sevilla o Sin Frontera, con Miguel Poveda y Homenaje a Albéniz, con José Luís Gómez y Rosa Torres-Pardo que se basaba en poesía de Luis García Montero, ambas estrenadas en el Teatro Español de Madrid.
En 2020, dirigió con la Compañía Seda La pasión de Yerma, una versión creada por Lola Blasco deYerma y en la que participaron como intérpretes María León, Críspulo Cabezas, Mari Paz Sayago, Lucía Espín y Diego Garrido. En 2021 dirigió En palabras de Jo... Mujercitas, que se estrenó en el Teatro Español de Madrid.
En 2025, se reestrenó su adaptación de La Casa de Bernarda Alba, en el marco de la conmemoración de los 600 años de la llegada de los gitanos a España.

## Reconocimientos
Fue reconocida en el Parlamento Europeo con el Premio de la Concordia, concedido por el Instituto para la Cultura Gitana, por su adaptación de La Casa de Bernarda Alba de Federico García Lorca. Por esta obra también recibió galardones como El Público de Canal Sur o el premio Clara Campoamor y Escenarios de Sevilla al mejor creador de escena.
El 7 de marzo de 2025, con motivo de la conmemoración del Día Internacional de la Mujer, Gamboa fue reconocida por el Ayuntamiento de Arahal por su trayectoria.